# Viettesia proxima
Viettesia proxima là một loài bướm đêm thuộc phân họ Arctiinae, họ Erebidae.